# HD 205765
Désignations
HD 205765 est une étoile de la constellation zodiacale du Verseau. Sa magnitude apparente est de 6,2, ce qui, selon l'échelle de Bortle, la rend faiblement visible à l'œil nu depuis un ciel rural sombre. D'après la mesure de sa parallaxe par le satellite Gaia, elle est distante d'environ 114 pc (∼372 al) de la Terre.
HD 205765 est une étoile blanche de la séquence principale de type spectral A2V. Elle tourne rapidement sur elle-même, à une vitesse de rotation stellaire de 172 km/s.